# War Zone (Angel)
War Zone conocido en América Latina y en España como Zona de Guerra. Es el vigésimo episodio de la primera temporada de la serie de televisión estadounidense Ángel. Escrito por Gary Campbell y dirigido por David Straiton. El episodio se estrenó originalmente el 9 de mayo del año 2000. En este episodio Ángel ayuda a un millonario llamado David Nabbit de ser chantajeado, pero en el progreso de la tarea queda envuelto en una guerra desatada entre vampiros de la ciudad y adolescentes callejeros.

## Argumento
Una chica llamada Alonna Gunn camina por la calle, siendo acechada por un grupo de vampiros. Cuando los vampiros se voltean, el hermano de Alonna, Charles Gunn, y muchos otros, armados y listos para pelear, se suman a una violenta batalla. Varios son asesinados en ambos lados y termina con los vampiros huyendo dejando a los humanos lidiando con los heridos 
Cordelia, Wesley y Ángel con su más reciente cliente David Nabbit en la fiesta, quien les explica que está siendo chantajeado por Lenny Edwards por asistir a un burdel demoniaco llamado Madam Dorion's. Angel rastrea a Lenny Edwards, y lo hace prometer entregarle las fotos la noche siguiente. Gunn, después de recibir noticias de que un vampiro está cerca, presencia a Angel intimidando a Edwards desde lejos, y planea asesinarlo. David le paga a Investigaciones Ángel con una larga suma de dinero, y les promete más para cuando el trabajo se finalice para la alegría de Cordelia. 
La noche siguiente, Ángel se ve con Lenny, quien trajo las fotos y a un demonio guardaespaldas. Angel mata al demonio y huye con las fotos. No obstante, pero es apuñalado con una estaca por unos miembros de la pandilla. Es perseguido y forzado a entrar a un edificio poblado de trampas mata vampiros. Hasta que es confrontado por Gunn y los otros, Angel salva la vida de Alonna por unas de las trampas de Gunn y trata de explicarles que pelea por el lado del bien, pero Gunn no le cree al vampiro y lo deja ir.
Cordelia atiende las heridas de Ángel mientras ven las fotos gráficas con las que David iba a ser chantajeado. A pesar de estar adolorido Ángel, trata de rastrear el nido de los vampiros antes de que los chicos callejeros los encuentren. Gunn cuestiona a Ángel y sus motivaciones para ayudarlos. Los vampiros asaltan el refugio de los chicos con bombas de gas, forzándolos a escapar a la superficie. Cubiertos con varias ropas y usando máscaras anti gases, los vampiros atrapan a varios de los miembros adolescentes de la pandilla, incluyendo a Alonna. 
Ángel le ofrece su ayuda a Gunn y a los demás, pero Gunn rehúsa y encierra a Ángel en un contenedor de carne. Ángel trata de salir del contenedor a su manera, solo para ser liberado por Cordelia y Wesley. Siguiendo el rastro de los vampiros, Gunn encuentra a su hermana convertida en un vampiro Alonna, si bien en un principio le cuesta trabajo matar al ser que alguna vez fue su hermana. Cuando ella se ofrece a convertirlo en un vampiro, Gunn la estaca. 
Ángel mata al líder de la pandilla de vampiros y arregla una tregua con el resto del grupo: les permitirá vivir si se van de la ciudad y nunca regresan. Cordelia considera relacionarse más con David por su dinero, pero termina por considerarlo muy seriamente. Ángel le comenta a Gunn que podría necesitar de su ayuda en el futuro.

## Elenco
- David Boreanaz como Ángel.
- Charisma Carpenter como Cordelia Chase.
- Alexis Denisof como Wesley Wyndam Pryce.

## Producción
El creador Joss Whedon un nuevo personaje que fuera muy diferente a Wesley y Ángel, y cuando el escritor Gary Campbell introdujo la idea de chicos callejeros peleando contra vampiros, el personaje de Gunn fue concebido.
El supervisor de efectos visuales Loni Peristere refinio el efecto de pulverización usado cuando un vampiro es asesinado en el caso de Gunn "Pulverizacion Aérea" vista en la escena inicial del episodio. Esta técnica costo $5,000 que le permitió a los técnicos definir bien los detalles de la conversión de un vampiro a polvo.
El director David Straiton le sugirió a la actriz Michele Kelly que en la escena donde Alonna empuja a Gunn al suelo, debería "disfrutar mas el momento"- "y así fue cuando la risa vino" dijo Kelly. La actriz explicó que el director estaba "liberando toda esa fuerza y libertad recién descubiertas, aun cuando eran para el mal."

## Continuidad
- Uno de los demonios en el burdel es proveniente de Oden Tal, la dimensión de Jhiera y Tae en el episodio She. En ese mismo episodio Ángel demostró tener problemas para usar celulares ya que no lo uso para llamar a sus empleados y ordenarles que lo saquen del contenedor.
- Charles Gunn aparece un personaje que se convertirá en un protagonista y héroe de la historia.